# Gandia
Gandia (valencianskt uttal: [ɡanˈdi.a], spanska: Gandía) är en stad och kommun i provinsen Valencia i den autonoma regionen Valencia i östra Spanien. Staden ligger cirka 58,5 kilometer sydost om Valencia. Kommunen har 80 095 invånare (2024), på en yta av 61,05 km². Det är en populär turistort.